# Venilia
Venilia (en latín Venilĭa), en la mitología romana, es una ninfa acuática que personifica el flujo y reflujo de las olas del mar y también se la asocia con los buenos vientos. Varrón dice que Venilĭa proviene de venire («venir») y de ventus («viento»). A ello refiere Plauto: «Como dijo aquel que con viento (ventus) favorable fue conducido por el mar en calma: me alegro del viento (ventus)».
Virgilio nos dice que el padre de Turno era Dauno  y que tenía por madre a la diosa Venilia.  La hermana de Venilia era Amata, esposa de Latino. Ovidio, por su parte, dice que Venilia tuvo de Jano a Canente, la esposa de Pico cuyos cantos maravillaban a la naturaleza.
Servio identifica a Venilia son Salacia, la esposa de Neptuno. Georges Dumézil cree que Venilia era la paredra de Neptuno. Nos dice que «las dos entidades femeninas asociadas a Neptuno, Salacia y Venilia, expresan dos aspectos, dominios o modos de acción del dios. Salacia puede representar el curso del agua saltadora, rebotante y posiblemente rebelde y peligrosa, y Venilia, el curso del agua tranquila y dócil».  El filólogo alemán Walter F. Otto la identifica como una deidad gentilicia de la familia de los Venilii.

## Honores
Una de las montañas del planeta Venus lleva el nombre de la ninfa: Venilia Mons.